# Голощапов Анатолій Данилович
Анатолій Данилович Голощапов (5 квітня 1927, Москва) — радянський футболіст, що грав на позиції нападника. Відомий за виступами у низці клубів найвищого радянського дивізіону.

## Клубна кар'єра
Анатолій Голощапов розпочав займатися футболом у юнацькій команді московського «Спартака». З 1947 року служив у прикордонних військах на Далекому Сході, де одночасно грав у складі хабаровського «Динамо», у складі якого в 1947 році став володарем Кубка РРФСР. У 1951 році став гравцем московського «Динамо», проте грав виключно в дублюючому складі. У кінці 1953 року перейшов до складу ленінградського «Динамо», в якому цього року дебютував у найвищому радянському дивізіоні. У 1954 році Голощапов став гравцем мінського «Спартака», й у цьому році в його складі стає бронзовим призером чемпіонату СРСР. У складі мінського клубу Анатолій Голощапов грав до кінця 1955 року, провів у його складі 43 матчі чемпіонату, та відзначився 4 забитими м'ячами.
На початку 1956 року Голощапов стає гравцем команди вищої ліги «Буревісник» з Кишинева, проте зігравши лише 3 матчі у чемпіонаті, він стає гравцем команди класу «Б», на той час другого радянського дивізіону, «Спартак» з Єревана. Окрім матчів чемпіонату Голощапов також грав у складі збірної Вірменської РСР на Спартакіаді народів СРСР 1956 року.
У 1957 році Анатолій Голощапов став гравцем команди класу «Б» «Спартак» зі Станіслава. У 1957 році Голощапов разом із «Спартаком» виграє зональний турнір класу «Б», після чого прикарпатська команда займає друге місце у фінальному турнірі за право виходу до вищої ліги СРСР, а також виходить до 1/4 фіналу Кубка СРСР, де поступається московському «Спартаку». У цьому матчі Анатолій Голощапов разом із ще одним гравцем «Спартака» Василем Чепигою відзначився забитим м'ячем. У станіславській команді Голощапов грав до кінця 1958 року, після чого завершив виступи на футбольних полях.